# Asaki yume mishi
Asaki yume mishi (あさきゆめみし - 源氏物語, Asakiyumemishi: Genji Monogatari, « Faisant de rêves vains – Le Dit du Genji ») est un manga de Waki Yamato, publié par Kōdansha, dans le magazine Mimi, puis dans le Mimi Excellent, de 1979 jusqu'à 1993. Cette œuvre de Waki Yamato est une adaptation en manga du Dit du Genji par Murasaki Shikibu. Ceci s'appelle Yamato Genji (Le Dit du Genji de Waki Yamato).
Cette œuvre est publiée dans la collection Kōdansha Comics dans 13 volumes. Il y a eu plusieurs adaptations en manga de Genji monogatari (Le Dit de Genji), mais l'œuvre de Waki Yamato est la plus populaire auprès du public féminin au Japon.
L'oeuvre est inédite dans les pays francophones, mais a été éditée partiellement en édition bilingue japonais/anglais par Kodansha au début des années 2000, puis une nouvelle édition uniquement en numérique en dix tomes est parue en 2019 chez Kodansha USA, à la suite d'une exposition consacrée à Waki Yamato au Metropolitan Museum of Arts.

## Synopsis
Voir Le Dit du Genji.

## Personnages
Partie 1 (Volumes 1 - 10)
- Hikaru Genji (光 源氏), ou Genji no Kimi (源氏の君) : Milord Genji

Le héros de l'histoire, second fils de l'empereur Kiritubo. C'était un enfant tellement beau et doué qu'il fut appelé le prince brillant (Prince de Hikaru). Il a beaucoup d'amoureuses et d'aventures galantes. Sa femme la plus aimée est la haute dame Murasaki.
- Murasaki no ue (紫の上) : Haute dame Murasaki

L'héroïne, fille du prince, milord ministre du Ministère des Cérémonies (le prince de Shikibu-kyou). Genji a trouvé Murasaki enfant, âgé de 12 ans, et l'a acceptée dans sa résidence. Plus tard, elle se marie avec lui. Celui-ci retrouve son amoureuse secrète, l'impératrice consort Fujitsubo, dans l'image de Murasaki. Elle est la première haute dame de Genji, jusqu'à ce que la princesse San no Miya se marie avec lui.
- Kiritsubo-tei (桐壺帝) : L'empereur Kiritsubo

Empereur et père de Genji. Il a aimé Kiritsubo, concubine de la deuxième classe, et avec qui il eut son second fils, Genji. Au décès de Kiritsubo, il s'est marié avec la princesse Fujitsubo qui lui ressemblait.
- Kiritsubo no koui (桐壺の更衣) : Concubine de la deuxième classe Kiritsubo

Une concubine de la deuxième classe de l'empereur Kiritsubo et mère de Genji. Préférée de l'empereur, les autres concubines et l'impératrice mère Kokiden l'ont enviée. Elle est morte jeune, laissant son petit enfant, Genji.
- Fujitsubo no chuuguu (藤壺の中宮) : L'impératrice consort Fujitsubo

Une Princesse et la concubine de la première classe de l'empereur Kiritsubo. Plus tard, elle est devenue l'impératrice consort. Genji commit l'adultère avec elle et un enfant est né de leur union, qui devint plus tard l'empereur Reizei.
- Aoï no ue (葵の上) : Haute dame Aoï

Une fille du ministère à la gauche (Sa-daijin). La haute dame de Genji. Yuugiri est né de l'union de Genji et d'Aoï. Une dame fière. Elle a été tuée par le fantôme vivant de Rokujou Miyasu-dokoro, quand Yuugiri était juste un petit enfant.
- Rokujou miyasu-dokoro (六条御息所)
- Tou no chuujou (頭の中将)
- Akashi no kimi (明石の君)
- Suzaku-tei (朱雀帝)
- Aki-konomu chuuguu (秋好中宮)
- Reizei-tei (冷泉帝)
- Akashi no nyougo (明石の女御), Akashi no chuuguu (明石の中宮)
- Yuugiri (夕霧)
- Kashiwagi (柏木)
- San no miya (三宮)

Partie 2, alias la partie Uji (Volumes 11 - 13)
- Kaoru (薫)
- Niofu no miya (匂宮)
- Ooi kimi (大君)
- Naka no kimi (中の君)
- Ukifune (浮舟)

## Concernant le titre
Le titre de cette œuvre est pris de l'ode de Iroha.
Iro ha nihohe to chiri nuru wo, waka yo tare so tsune naramu.... Asaki yume mishi wehimo sesu.

## Autres versions duDit du Genjien manga
Il y existe d'autres manga édités au Japon que celui de Waki Yamato.
- Genji monogatari (源氏物語) de Miyako Maki (牧 美也子), Shōgakukan,  (ISBN 4-88660-595-8)
- Genji monogatari (源氏物語 - マンガ日本の古典 - ) de Hōsei Hasegawa (長谷川 法世), Chuuoukouronshinsha,  (ISBN 4-12-203469-8)
- Genji monogatari (源氏物語) de Tatsuya Egawa (江川 達也), Shueisha,  (ISBN 4-08-782664-3)